# Сплитски споразум
Сплитски споразум, или Сплитска декларација, био је споразум о узајамној одбрани између Републике Хрватске, Републике Босне и Херцеговине и Федерације Босне и Херцеговине, потписан у Сплиту 22. јула 1995. године. Споразумом је позвана Хрватска војска (ХВ) да војно интервенише у Босни и Херцеговини, посебно у олакшавању опсаде Бихаћа.
Сплитски споразум је прекретница у рату у Босни и Херцеговини, као и важан фактор у рату у Хрватској. То је довело до распоређивања великог броја припадника ХВ у Босни и Херцеговини и заузимању стратешких позиција у операцији Љето ’95. Ово је заузврат довело до брзог освајања Книна, главног града Републике Српске Крајине (РСК), као и до заузимања Бихаћа убрзо након тога, у операцији Олуја. Накнадне офанзиве ХВ у Босни и Херцеговини, уз подршку Армије Републике Босне и Херцеговине (АРБиХ) и Хрватског вијећа одбране (ХВО), као и НАТО бомбардовање Републике Српске, промијенило је равнотежу у рату у Босни и Херцеговини, довело до почетка мировних преговора, што је резултирало Дејтонским мировним споразумом.

## Позадина
У новембру 1994, опсада Бихаћа ушла је у критичну фазу када су се Војска Републике Српске и Српска војска Крајине приближиле заузимању града. Бихаћ је био „заштићена зона” Организације уједињених нација, под контролом 5. корпуса Армије Републике Босне и Херцеговине, уз подршку Хрватског вијећа одбране. Сматрало се да ће српске снаге заузимањем Бихаћа ескалирати рат и погоршати растући јаз између Сједињених Америчких Држава, Француске и Уједињеног Краљевства, који су заговарали различите приступе за очување подручја. Поред тога, постојао је страх да би се Бихаћ могао претворити у најгору хуманитарну катастрофу рата. Осим тога, Бихаћ је био стратешки важан за Хрватску, која се борила против Републике Српске Крајине. Начелник Генералштаба Хрватске војске Јанко Бобетко сматрао је да би могуће освајање Бихаћа представљало крај хрватских ратних напора. Сматрао је ако би област освојиле српске снаге, то би омогућило консолидацију територије под српским снагама, као и прерасподјелу трупа ВРС и СВК како би се ојачале друге области.
На састанку хрватских и америчких власти и војних званичника 29. новембра 1994, хрватски представници предложили су напад на територије под српском контролом из Ливна, како би се дио снага око Бихаћа повукао и како би се спријечило српско заузимање. Амерички званичници нису дали никакав одговор на приједлог и операција Зима ’94 је покренута истог дана. Нападом су напредовале позиције ХВ и ХВО у близини значајних путева за снабдијевање СВК.
Састанак је био један у низу одржаних у Загребу и Вашингтону, пратећи Вашингтонски споразум у марту 1994. Споразумом је завршен Муслиманско-хрватски рат, успостављен савез АРБиХ и ХВО против ВРС те је Хрватска обезбијеђена америчким војним надзором Војних професионалних ресурса (ВПР). ВПР је ангажован јер је ембарго ОУН на оружје и даље био на снази, наводно да би припремио ХВ за учешће у Партнерству за мир. Организација је тренирала официре и особље ХВ четрнаест седмица од јануара до априла 1995. Такође се спекулисало да је ВПР Хрватској обезбјеђивао доктринарне савјете, планирање сценарија и сателитске информације америчке владе. ВПР и хрватски званичници одбацили су такве спекулације. У новембру 1994, САД су једнострано прекинуле ембарго на оружје против Босне и Херцеговине, што је омогућило ХВ да се снабдијева испорукама оружја кроз Хрватску. Америчко учешће одражавало је нову војну стратегију предсједника Била Клинтона од фебруара 1993. године.

## Позив на хрватску интервенцију
СВК и ВРС су 17. јула 1994. започеле нове напоре за заузимање Бихаћа, ширењем онога што је урађено током операције Паук. Офанзива, под кодним именом операција Мач ’95, имала је циљ да заузме Цазин — чвориште транспортних праваца које се налазило под контролом АРБиХ и ХВО. Напад је предводио Корпус специјалних јединица СВК уз подршку оперативне групе Паук Народне одбране Западне Босне (НОЗБ) — која је савезник СВК од 1993. — напредујући на сјеверозапад, 39. банијски корпус СВК са сјевероистока и 2. крајишки корпус ВРС с југоистока. Напад је изведен уз подршку 500 припадника специјалне јединце Југословенске војске и Српске добровољачке гарде Жељка Ражнатовића Аркана — с око 19.000 војника против 5. корпуса АРБиХ. До 21. јула, СВК је извршио пробој од 7 км, али није успјела да пресијече пут Бихаћ—Цазин. Обновљени напади ВРС и СВК четири дана касније довели су своје снаге 5 км од Цазина и поставили их у контролни или повлашћени положај који им је омогућио ударе по неколико кључних пропусница и доминантних тачака на бојном пољу од 26. јула. 5. корпус АРБиХ остао је у критичној одбрамбеној ситуацији, зависан од стране помоћи.
Како се ситуација у околини Бихаћа погоршала за АРБиХ, Влада Републике Босне и Херцеговине схватила је да не може држати подручје сама и затражила је хрватску војну интервенцију. Начелник штаба АРБиХ Расим Делић апеловао је на ХВ и ХВО да помогну 5. корпусу АРБиХ 20. јула, предлажући нападе ХВ према Босанском Грахову, Книну и Војнићу. Његову молбу подржао је предсједник Турске Сулејман Демирел, приликом састанка с предсједником Хрватске Фрањом Туђманом на Брионима сљедећег дана.
То је довело до Сплитског споразума — узајамног одбрамбеног споразума — ког су 22. јула у Сплиту потписали Туђман и Изетбеговић, а који је дозволио распоређивање ХВ у Босни и Херцеговини. Поред Изетбеговића и Туђмана, споразум су потписали предсједник ФБиХ Крешимир Зубар и предсједник Владе РБиХ Харис Силајџић. Посредник је био предсједник Турске Демирел. У споразуму се посебно наводи потреба за брзом хрватском војном интервенцијом, посебном у подручју Бихаћа, и да стране у споразуму намјеравају да координирају своје војне активности. Пуни назив Сплитског споразума, тј. Сплитске декларације, је „Декларација о оживотворењу Споразума из Вашингтона, заједничкој одбрани од српске агресије и постизању политичког рјешења у складу с напорима међународне заједнице”. Амбасадор Сједињених Држава у Хрватској, Питер Галбрајт, и амбасадор Њемачке, представљајући Европску унију, били су присутни приликом потписивања споразума.

## Посљедице
Споразумом је обезбијеђена могућност проширења територије под контролом ХВ и ХВО из операције „Зима ’94” напредовањем из области Ливањског поља. Тај потез је требало да ослаби притисак на 5. корпус АРБиХ, док би се ХВ нашла у бољем положају за удар на Книн, главни град РСК. ХВ и ХВО брзо су реаговале кроз операцију „Љето ’95”. У офанзиви, којом је командовао потпуковник ХВ Анте Готовина, 28—29. јула заузето је Босанско Грахово и Гламоч. Напад је одвукао неке јединце СВК од Бихаћа, али не онолико колико се очекивало на почетку операције. Ипак, офанзива је ставила ХВ у одличну позицију, као што је одвајање Книна од Републике Српске и СР Југославије, заузимање Босанског Грахова и Гламоча, чиме је прекинут једини директни пут између њих.
Без обзира на ограничени обим операције „Љето ’95”, Сплитски споразум је постао основни инструмент за промјену свеукупне стратешке ситуације у Босни и Херцеговини у којој су Срби имали предност од почетка рата, као и у Хрватској, гдје је линија фронта углавном била статична од Сарајевског примирја 1992. године. Као што је операцијом „Љето ’95” закључено, Република Српска Крајина и Република Српска промијениле су приоритете од разбијања бихаћког џепа до борбе с могућом хрватском офанзивом на Книн (напредовање из недавно стечених територија у Босни и Херцеговини). Лидери Српске Крајине Милан Мартић и Миле Мркшић су у договору са специјалним представником ОУН Јасушијем Акашијем договорили повлачење из околине Бихаћа 30. јула, надајући се да би тај потез допринео спречавању хрватског напада. Иако ће операције Олуја пар дана касније донијети одлучујућу побједу ХВ у рату у Хрватској.
Успјех операције „Олуја” представља стратешку побједу у рату у Босни и Херцеговини, јер је онемогућена даља опсада Бихаћа, и јер је дозволила хрватском и муслиманском руководству планирање свеобухватне војне интервенције на подручје око Бање Луке које је било под контролом ВРС, на основу Сплитског споразума — у циљу стварања нове равнотеже моћи у Босни и Херцеговини, стварањем тампон зоне дуж границе с Хрватском. У септембру 1995. године, интервенција је започета као операција Маестрал, подржана операцијом АРБиХ Сана ’95, комбинована с НАТО операцијом Намјерна сила. Офанзива је сломила одбрану Другог Крајишког Корпуса ВРС и заузела велики дио територије. Интервенција је поновљена операцијом „Јужни потез” у октобру, током које су снаге ХВ и ХВО стигле на око 25 км од Бање Луке, што је довело до почетка мировних преговора које ће убрзо довести до Дејтонског мировног споразума. Генерално, распоређивање снага ХВ на основу Сплитског споразума, показало се као одлучујуће у рату у Босни и Херцеговини.